# 土衛四十
土衛四十（Farbauti），編號S/2004 S 9，是土星的一颗天然卫星。发现时间是在2004年12月12日，发现者是斯科特·谢泼德、大衛·朱維特等人。S/2004 S 9直径大约5千米，运行轨道距离土星大约20,291 Mm，轨道周期1079.099日，轨道与黄道角度为158°（相对土星赤道151°），以离心率0.209绕土星逆行轨道运行。